# Saint-Jean-Soleymieux
Saint-Jean-Soleymieux är en kommun i departementet Loire i regionen Auvergne-Rhône-Alpes i centrala Frankrike. Kommunen ligger i kantonen Saint-Jean-Soleymieux som tillhör arrondissementet Montbrison. År 2022 hade Saint-Jean-Soleymieux 844 invånare.

## Befolkningsutveckling
Antalet invånare i kommunen Saint-Jean-Soleymieux
| Referens: INSEE |